# Aechmea arenaria
Espèce
Classification phylogénétique
Aechmea arenaria est une espèce de plantes à fleurs de la famille des Bromeliaceae que l'on rencontre au Brésil et au Pérou.

## Synonymes
- Streptocalyx arenarius Ule[2].